# Buttenheim
Buttenheim è un comune tedesco di 3 306 abitanti, situato nel land della Baviera. È nota come città natale di Levi Strauss, fondatore del noto marchio di abbigliamento, ed è sede di due birrerie, la Lowenbrau e la St. Georgen.

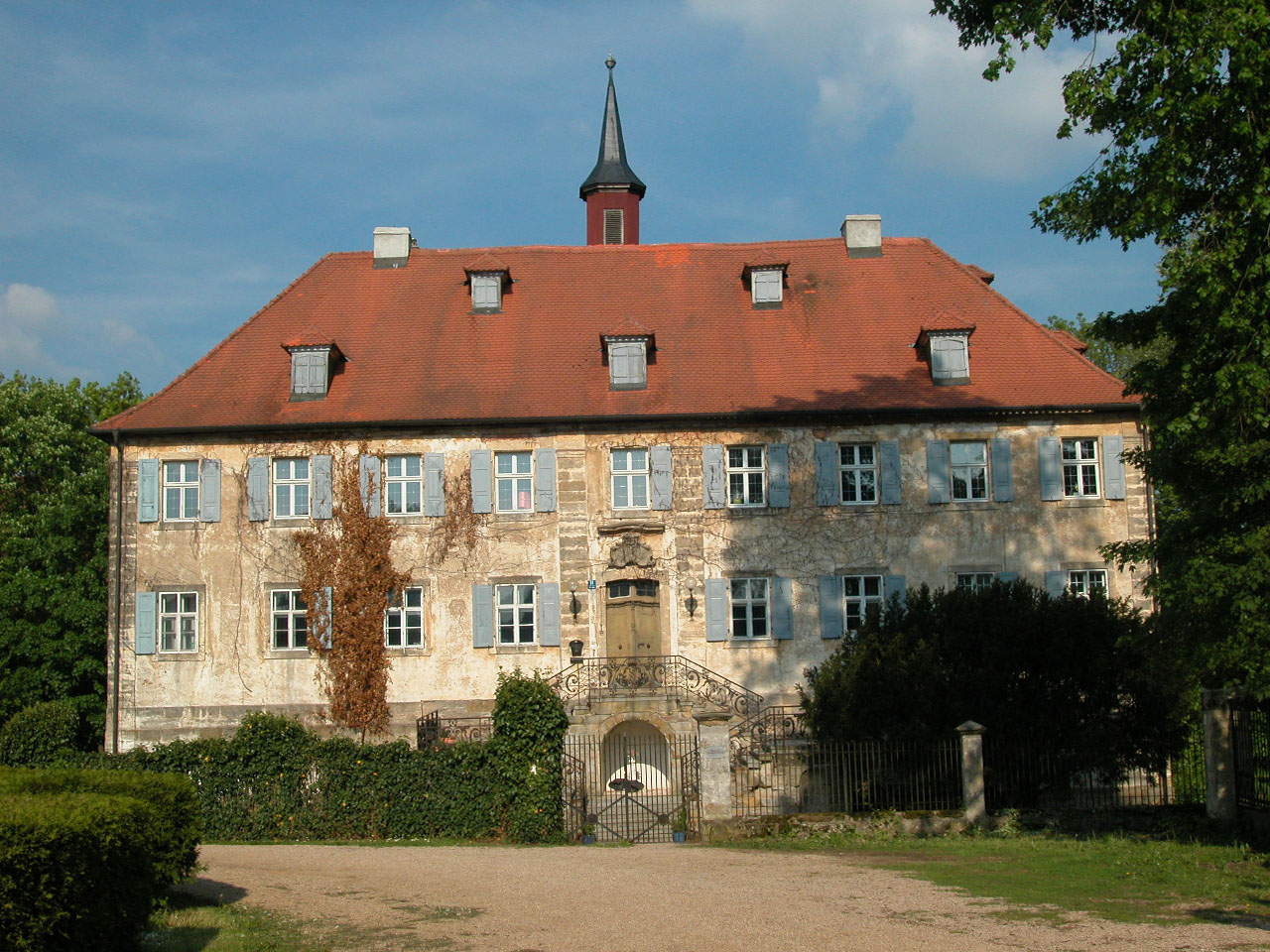
Schloss Buttenheim

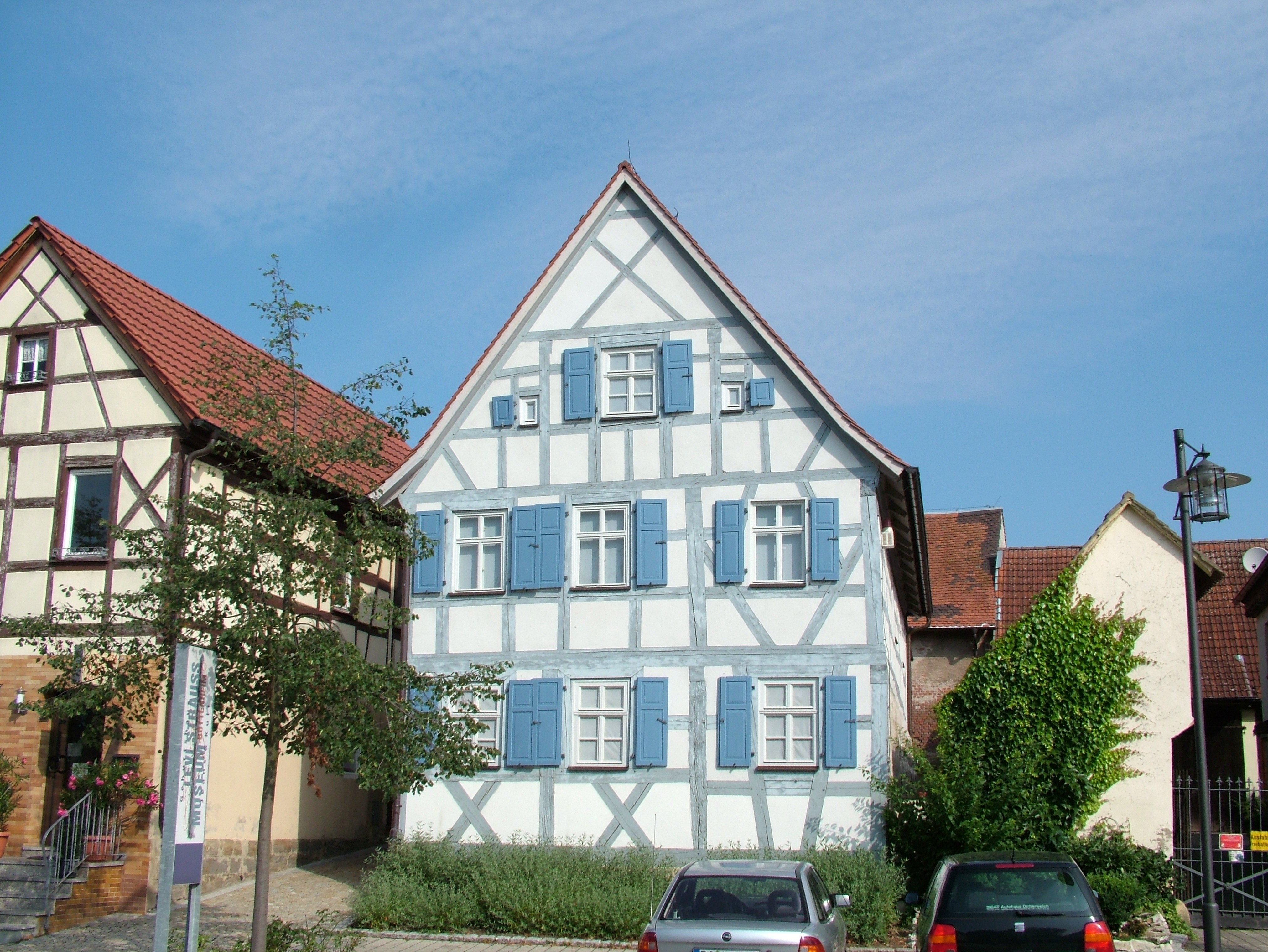
La casa natale di Levi Strauss, oggi un museo

## Gemellaggio
Buttenheim è dal 2009 fino a oggi gemellato con Ronzo Chienis